# Бренфорд Тейт
Сір Бренфорд Мейг'ю Тейт (англ. Sir Branford Mayhew Taitt; 15 травня 1938 — 15 лютого 2013) — державний і політичний діяч Барбадосу.

## Життєпис
Народився 15 травня 1938 року на Файрфілд Роуд поселення Блек Рок, парафія Сент-Мішель і був найменшою дитиною в багатодітній родині. Навчався у школі для хлопчиків «Веслі Холл» (англ. Wesley Hall Boys School) та школі «Комбермер» (англ. Combermere School), співав у хорі кафедрального собору Сент-Мішель.
Після закінчення школи разом зі своєю нареченою переїздить до Нью-Йорку (США). У 1962 році одружується і розпочинає свою публічну кар'єру в Секретаріаті ООН.
Під час навчання в Бруклінському коледжі писав статті для друкованих видань Барбадосу, закликаючи розвивати поряд з традиційною туристичною галуззю і промислову галузь острова. Його твори привернули увагу Уряду Барбадосу і у 1965 році Бренфорд Тейт став першим менеджером з розвитку Барбадосу в Нью-Йорку. У 1967 році став першим генеральним консулом Барбадосу в США. Діяльність на цій посаді була настільки ефективною, що у 1971 році прем'єр-міністр Барбадосу Еррол Берроу запропонував Б. Тейту посаду міністра промисловості і торгівлі в своєму уряді. Обіймав міністерську посаду до 1976 року, коли був обраний членом Парламенту. Чотири рази поспіль переобирався депутатом нижньої палати Парламенту країни. Також у різні роки обіймав посади міністра промисловості і туризму (1986—1987), міністра охорони здоров'я (1987—1993), міністра іноземних справ, зовнішньої торгівлі та міжнародного бізнесу (1993—1994).
У 2008—2012 роках — президент Сенату Барбадосу.
У 2010 році королевою Єлизаветою II зведений у лицарський титул.
Протягом багатьох років очолював Демократичну лейбористську партію Барбадосу.